# Mohamed Samadi
Mohamed Aziz Samadi (arabe : محمد عزيز صمدي) (né le 21 mars 1970 à Rabat au Maroc) est un joueur de football international marocain, qui évoluait au poste de milieu de terrain.

## Biographie

### Carrière en sélection
Avec l'équipe du Maroc, il joue 16 matchs (pour un but inscrit) entre 1991 et 1995. 
Il figure dans le groupe des sélectionnés lors de la coupe du monde de 1994. Lors du mondial, il joue deux matchs : contre la Belgique et les Pays-Bas.
Il participe également aux JO de 1992 organisés à Barcelone, compétition lors de laquelle il joue deux matchs.

## Les matchs avec l'équipe nationale
1. 28/07/1991 Abidjan : Côte d’Ivoire vs Maroc 2 - 0 Elim. CAN 1992
2. 04/12/1991 Maroc - Mali à Casablanca 3 - 0 Amical
3. 26/12/1991 Casablanca : Maroc vs Algérie 1 - 1 Amical
4. 18/03/1992 Casablanca : Maroc vs USA 3 - 1 Amical
5. 04/10/1992 Mali vs Maroc à Bamako 2 - 1 Elim. CAN 1994
6. 11/10/1992 Casablanca : Maroc vs Ethiopie 5 - 0 Elim. CM 1994……..1 But
7. 20/12/1992 Tunis : Tunisie vs Maroc 1 - 1 Elim. CM 1994
8. 17/01/1993 Addis Abeba : Ethiopie vs Maroc 0 - 1 Elim. CM 1994
9. 31/01/1993 Casablanca : Maroc vs Bénin 5 - 0 Elim. CM 1994
10. 28/02/1993 Casablanca : Maroc vs Tunisie 0 - 0 Elim. CM 1994
11. 11/04/1993 Rabat : Maroc - Malawi 0 - 1 Elim. CAN 1994
12. 04/07/1993 Lusaka : Zambie vs Maroc 2 - 1 Elim. CM 1994
13. 17/07/1993 Dakar : Sénégal vs Maroc 1 - 3 Elim. CM 1994
14. 22/09/1993 Casablanca : Maroc vs Algérie : 0 - 0 Amical
15. 01/06/1994 Montréal : Canada vs Maroc : 1 - 1 Amical
16. 19/06/1994 Belgique - Maroc à Orlando 1 - 0 C.M 1994
17. 29/06/1994 Pays Bas - Maroc à Orlando 2 - 1 C.M 1994
18. 15/11/1995 Rabat : Maroc vs Mali : 2 - 0 Amical

## Palmarès
FAR Rabat
- Coupe du Trône (1) :
  - Vainqueur : 1998-99.
  - Finaliste : 1995-96 et 1997-98.

- Coupe d'Afrique des vainqueurs de coupe :
  - Finaliste : 1997.
  - entraineur :
  - far rabat:   botola pro 2022-2023